# Christian Bouckenooghe
Christian "Kris" Bouckenooghe (7 de fevereiro de 1977) é um ex-futebolista profissional neozelandês nascido nas Ilhas Cook que atuava como volante.

## Carreira
Bouckenooghe se profissionalizou no Rotherham United.

## Seleção
Bouckenooghe integrou a Seleção Neozelandesa de Futebol na Copa das Confederações de 1999 e 2003.

## Títulos
Nova Zelândia
- Copa das Nações da OFC: 2002